# 김성진 (1953년)
김성진(金成珍, 1953년 8월 25일~2025년 1월 30일)은 대한민국의 언론 출신 공무원, 사회기관단체인이다.

## 학력
- 1972년: 목포고등학교 졸업
- 1980년: 한국외국어대학교 터키어학 학사

## 경력
- 1979.11 ~ 1981.11: 동양통신 사회부 기자
- 1981.01 ~ 1990.01: 연합통신 정치부, 외신부 기자
- 1990.02 ~ 1995.05: 국민일보 편집국 정치부 차장
- 1995.05 ~ 1998.07: 국민일보 정치부장
- 1995.09 ~ 1998.08: 민주평화통일자문회의 자문위원
- 1998.08 ~ 2001.10: 대통령비서실 공보수석실 보도지원비서관
- 2001.10 ~ 2002.07: 대통령비서실 공보수석실 국내언론제1비서관
- 2002.01 ~ 2002.07: 대통령비서실 부대변인
- 2002.07 ~ 2003.03: 여성부 차관
- 2003.11 ~ 2005.04: 고려이엔씨 부사장
- 2005.04 ~ 2006.04: EBS 부사장
- 2005.11 ~ 2006.04: EBS 콘텐츠사업본부장
- 2006.04 ~ 2007.04: 국무총리비서실장
- 2007.08 ~ 2008.05: KOTRA 상임감사
- 2008.05 ~ 2010.11: 고려이엔씨 사장
- 2010.11 ~ 2012.11 : 이투스교육 사장
- 2014.09 ~ 2018.02 : 한국외국어대학교 사회과학대학 미디어커뮤니케이션학부 초빙교수
- 2018.03 ~ 2021.03 : 한국케이블TV방송협회 회장

## 수상
- 2004년: 황조근정훈장
- 2007년: 자랑스러운 외대인상

## 참고 자료
- 네이버 인물검색

| 전임 현정택 | 제2대 여성부 차관 2002년 7월 22일 ~ 2003년 3월 2일 | 후임 안재헌 |

| 전임 이기우 | 제30대 국무총리비서실장 2006년 4월 25일 ~ 2007년 4월 6일 | 후임 윤후덕 |